# Požiranje
 Požíranje je kompletno motorično dogajanje, deloma hoteno deloma refleksno, pri katerem pride hrana iz ust skozi žrelo v požiralnik in s peristaltiko naprej v želodec. Požiranje je pomemben del hranjenja oziroma pitja. Če dogajanje požiranja ni učinkovito, lahko snov (na primer goltljaj hrane, pijače ali zdravila) zaide v sapnik in povzroči aspiracijo ali celo dušenje. Med dejanjem požiranja se poklopec (epiglotis), ki od spredaj in zgoraj zakriva vhod v grlo, zapre, kar uravnava požiralni refleks.
Količina snovi, na primer grižljaj hrane ali požirek tekočine, ki je pripravljen v ustih za požiranje ali ki prehaja skozi žrelo in požiralnik, se imenuje bolus.

## Potek
Požiranje je zapleten fiziološki proces hotenih in refleksnih dejavnosti in vključuje 26 parov mišic in 5 možganskih živcev. Pri procesu je potrebno usklajeno delovanje ust, žrela, grla in požiralnika. Požiranje lahko razdelimo v štiri faze:
- pripravljalna faza (priprava v ustih) – hrana se oblikuje v bolus;
- začetek požiranja v ustih (oralna transportna faza) – bolus se prenese iz ustne votline v ustno žrelo (orofarinks);
- nadaljevanje požiranja v žrelu (faringealna faza) – jezik hrano potisne naprej do žrela; do te stopnje je požiranje hoteno, saj je premikanje ustnic in jezika pod zavestnim nadzorom;
- faza požiranja, ki poteka v požiralniku (ezofagealna faza) – je povsem refleksna, pri čemer se zapre dihalna pot in zatesni nosna votlina, hrana potuje s peristaltičnim valom po požiralniku do želodca.

## Motnje požiranja
Pri motnjah v požiranju govorimo o disfagiji. Posamezna faza požiranja je lahko v celoti ali samo delno motena.
Vzroki za nastanek teh motenj so lahko:
- nevrološki – bolniki imajo težave v procesu kontrole požiranja. Motena je mišična kontrola, predvsem hitrost in koordinacija gibov. Vzroki so lahko na primer preživela možganska kap, parkinsonova bolezen, multipla skleroza, demenca;
- strukturni
- psihološki
- iatrogeni